# Gaedo
Gaedo är en ö i Sydkorea.   Den ligger i provinsen Södra Jeolla, i den södra delen av landet, 300 km söder om huvudstaden Seoul. Arean är 10,9 kvadratkilometer.
Terrängen på Gaedo är lite kuperad. Öns högsta punkt är 315 meter över havet. Den sträcker sig 3,7 kilometer i nord-sydlig riktning, och 6,3 kilometer i öst-västlig riktning.